# Claude Grahame-White

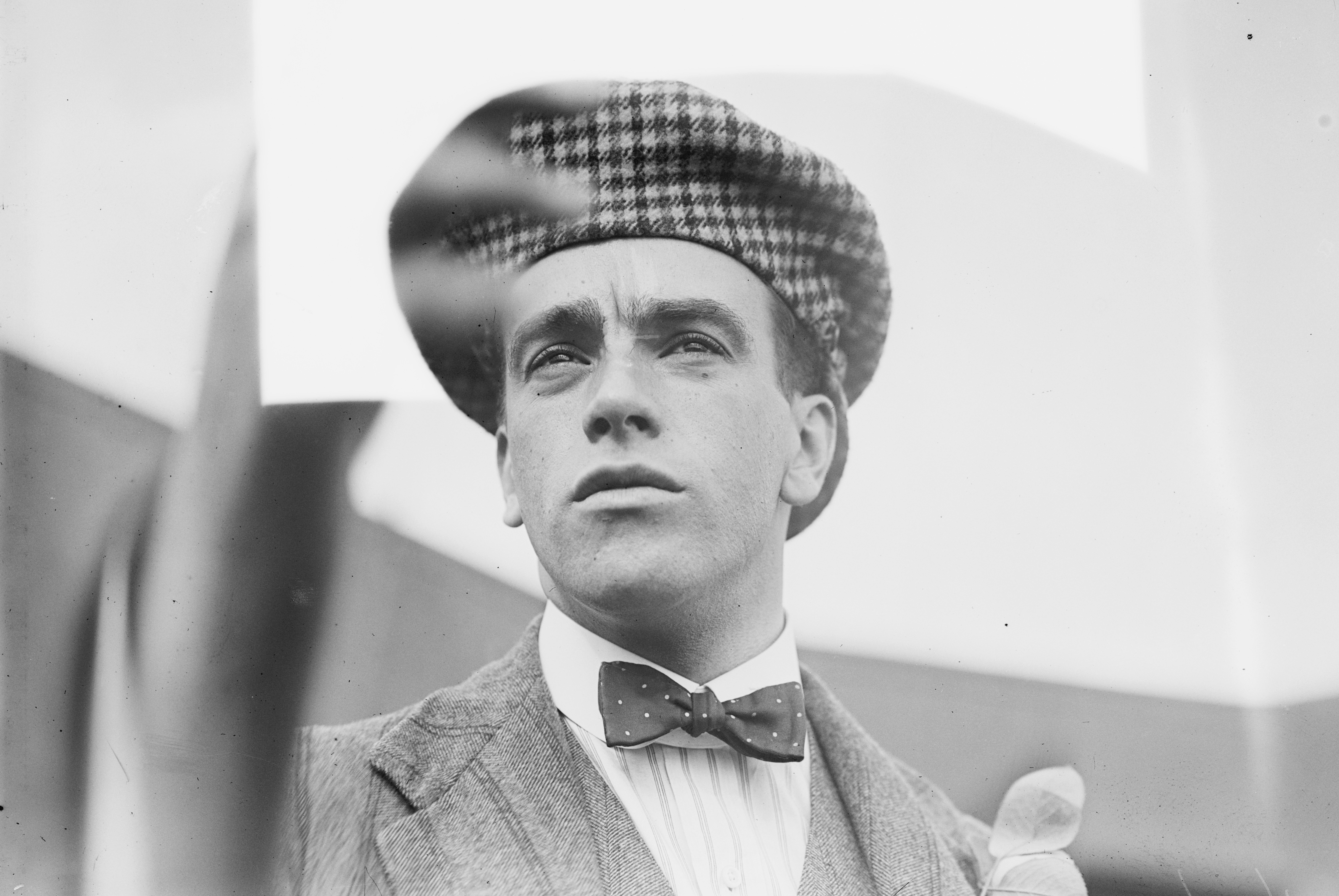
Claude Grahame-White em 1910.

Claude Grahame-White (✰ Bursledon, 21 de agosto de 1879;  ✝ Nice, 19 de agosto de 1959) foi um pioneiro inglês da aviação, e o primeiro a fazer um vôo noturno, durante a corrida aérea de Londres a Manchester de 1910 patrocinada pelo Daily Mail, venceu várias competições e estabeleceu recordes.

## Juventude
Grahame-White nasceu em Bursledon, Hampshire, na Inglaterra, e foi educado na Bedford Grammar School. Ele aprendeu a dirigir em 1895, foi aprendiz de engenheiro e mais tarde abriu sua própria empresa de engenharia de motores.

## Carreira na aviação

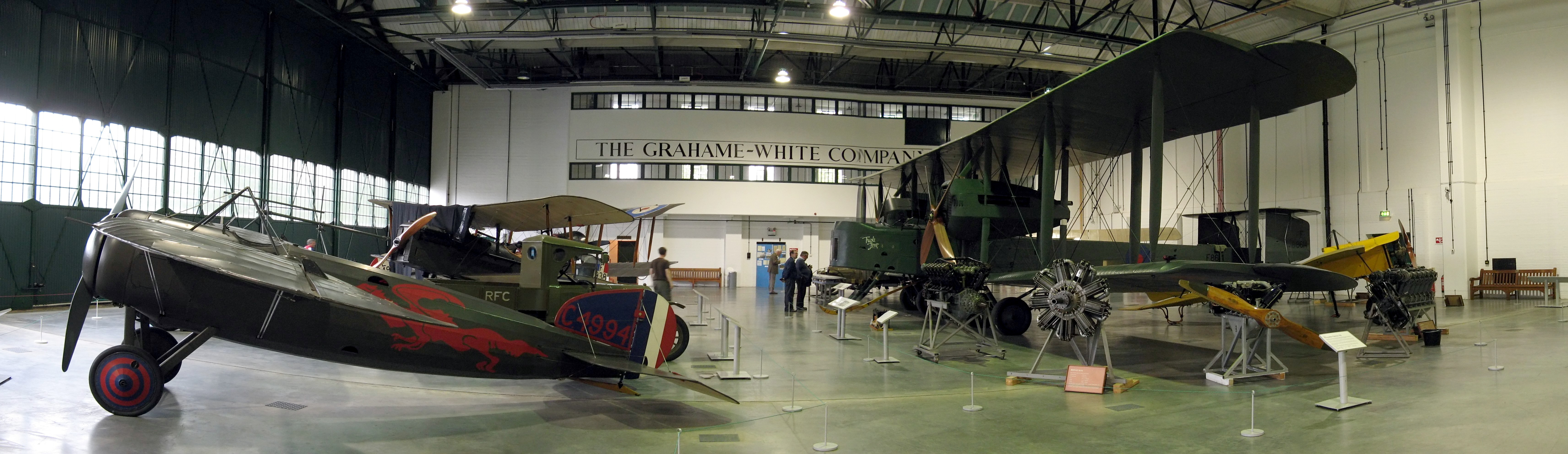
Interior da Graham White Factory

O interesse de Grahame-White pela aviação foi despertado pela travessia de Louis Blériot do Canal da Mancha em 1909. Isso o levou a ir para a França, onde participou do encontro de aviação de Reims, no qual conheceu Blériot e posteriormente se matriculou em sua escola de aviação.
Grahame-White foi uma das primeiras pessoas a se qualificar como piloto na Inglaterra, tornando-se titular do certificado nº 6 do Royal Aero Club, concedido em abril de 1910. Ele se tornou uma celebridade na Inglaterra em abril de 1910 quando competiu com o piloto francês Louis Paulhan pelo prêmio de £ 10 mil oferecido pelo jornal Daily Mail pelo primeiro vôo entre Londres e Manchester em menos de 24 horas. Embora Paulhan tenha ganhado o prêmio, o feito de Grahame White foi amplamente elogiado.
Em 2 de julho de 1910, Claude Grahame-White, em seu biplano Farman III, ganhou o primeiro prêmio de £ 1 000 por Duração Agregada em Voo (1 hora 23 minutos e 20 segundos) no Midlands Aviation Meeting em Wolverhampton. No mesmo ano, ele venceu a corrida da Gordon Bennett Aviation Cup em Belmont Park, Long Island, Nova Iorque, pela qual recebeu a Medalha de Ouro do Royal Aero Club.
Em 14 de outubro de 1910, enquanto em Washington, D.C. Grahame-White voou seu biplano Farman sobre a cidade e pousou na West Executive Avenue, perto da Casa Branca. Em vez de ser preso, Grahame-White foi aplaudido pela façanha pelos jornais.
Em 26 de setembro de 1911, em um International Air Meet no Nassau Boulevard Long Island New York com a presença de Eugene Ely, George W. Beatty, Harry Atwood, Bud Mars, JAD MucCurdy e Matilda Moissant, Grahame-White ganhou um prêmio de US$ 600,00 em um concurso de velocidade por voar seu monoplano dez milhas a uma velocidade de 61 e 1/2 milhas por hora.
Ele é conhecido por atividades relacionadas à comercialização de aviação, e também esteve envolvido na promoção da aplicação militar do poder aéreo antes da Primeira Guerra Mundial com uma campanha chamada "Wake Up Britain", também experimentando encaixar várias armas e bombas em aeronaves. Durante a própria guerra, ele voou a primeira missão noturna de patrulha contra um esperado ataque alemão em 5 de setembro de 1914.
Em 1911 ele fundou uma escola de aviação no Aeródromo de Hendon. Em 1912, Grahame-White deu a HG Wells seu primeiro vôo. O aeródromo foi emprestado ao Almirantado (1916), e eventualmente assumido pela RAF em 1919. O aeródromo de Grahame-White foi comprado pela RAF em 1925, após uma prolongada luta legal. Depois disso, ele perdeu o interesse pela aviação, mudando-se eventualmente para Nice na sua velhice, onde morreu em 1959, tendo feito uma fortuna no desenvolvimento de propriedades no Reino Unido e nos Estados Unidos. 
O aeródromo de Hendon mais tarde se tornou RAF Hendon, mas depois que o vôo parou lá na década de 1960, foi amplamente reconstruído como um conjunto habitacional que foi nomeado Grahame Park em homenagem a Grahame-White. Um hangar original da fábrica de aeronaves Grahame-White da Primeira Guerra Mundial foi transferido há alguns anos para o Royal Air Force Museum de Londres, onde abriga a coleção do museu da Primeira Guerra Mundial e é chamado de Grahame White Factory.
Grahame-White foi cofundador da Aerofilms Limited em 1919.

## Grahame-White Aviation Company
Em 1911, a Grahame-White Aviation Company foi formada para cobrir seus interesses na aviação, incluindo aeródromos e projeto, desenvolvimento e construção de aeronaves. Um dos designers, John Dudley North, tornou -se o designer-chefe da Boulton & Paul.
As aeronaves construídas pela Grahame-White Aviation Company incluíram:
- Grahame-White Baby
- Grahame-White Tipo VI
- Grahame-White Type VII "Popular"
- Monoplano Grahame-White Tipo IX[10]
- Grahame-Branco Tipo X Charabanc
- Grahame-White "Lizzie"[11]
- Grahame-Branco Tipo XI
- Grahame-White Tipo XIII Biplano / batedor do Circuito da Grã-Bretanha
- Grahame-White Tipo XIV (Morane-Saulnier G sob licença de construção)
- Grahame-White Type XV
- Grahame-White Type 18[12]
- Grahame-White G.W.19 (Breguet Bre.5 sob licença de construção)
- Grahame-White Type 20 Scout (apenas protótipo)
- Grahame-White Type 21 Scout (apenas protótipo)[13]
- Grahame-White Sommer-biplano[14]
- Grahame-White Ganymede
- Grahame-White G.W.E.7.
- Grahame-White Bantam

## Publicações
Além de seu sucesso na aviação, Claude Grahame-White foi um autor publicado cujas obras incluem:
- The Story of the Aeroplane
- The Aeroplane, Past, Present, and Future, 1911
- The Aeroplane in War
- Aviation, 1912
- Learning to Fly, 1914
- Aircraft in the Great War, 1915
- Air Power, 1917
- Our First Airways, their Organisation, Equipment, and Finance, 1918
- Books for Boys
- Heroes of the Air
- With the Airmen
- The Air King’s Treasure
- The Invisible War-Plane
- Heroes of the Flying Corps Flying, an Epitome and a Forecast, 1930

Ele também contribuiu para jornais, críticas e revistas, lidando com a aeronáutica nas áreas militar e comercial.